# Skotína
Skotína är en ort i Grekland.   Den ligger i prefekturen Nomós Pierías och regionen Mellersta Makedonien, i den norra delen av landet, 250 km norr om huvudstaden Aten. Skotína ligger 98 meter över havet och antalet invånare är 953.
Terrängen runt Skotína är varierad. Havet är nära Skotína åt nordost. Runt Skotína är det ganska glesbefolkat, med 28 invånare per kvadratkilometer. Närmaste större samhälle är Leptokaryá, 5,1 km norr om Skotína. I omgivningarna runt Skotína växer i huvudsak blandskog.